# Fred Woodworth
Fred Woodworth es un escritor anarquista y ateo de Estados Unidos, radicado en Tucson, Arizona. Es conocido por su periódico The Match! dirigido a una audiencia anarcoindividualista clásica donde expone sus ideas contra el gobierno y la religión y a favor de la libertad individual. 

## The Match!
The Match! es un zine internacional publicado por Woodworth desde 1969, probablemente la publicación explícitamente anarquista en curso más antigua de Estados Unidos, con alrededor de 2000 lectores fijos en la actualidad. Es publicado irregularmente, con un promedio actual de una o dos ediciones por año; más de 100 ediciones han sido publicadas hasta la fecha.
La revista es notoria además por su uso de tipografía y gráficos no-digitales, debido al particular concepto de privacidad de su autor y a su afición a las máquinas de impresión antiguas. También dedica una amplia sección a las cartas de los lectores.

## Ideas: anarquismo ético y sin adjetivos
Es un anarquista sin adjetivos, que sostiene que: 

No tengo ningún prefijo o adjetivo para mi anarquismo. El sindicalismo creo que puede funcionar, como puede el anarcocapitalismo de mercado libre, el anarcocomunismo, incluso anarcoermitaños, dependiendo de la situación. Pero tengo una fuerte tendencia individualista.

En sus escritos defiende la propiedad privada en la tradición de los anarquistas individualistas norteamericanos del siglo XIX, posesión en la tierra y mercado sin lucro, cercana al mutualismo. 
También ha señalado como antiéticas algunas ideas y acciones del movimiento anarquista global, y postulando en contra de estas un anarquismo ético, por lo que Woodworth a menudo es visto como el contrapeso ético del anarquismo individualista norteamericano frente a aquellos autores o grupos que respaldan el robo y la violencia como forma de acción política. También es crítico con la cercanía de varios anarquistas de izquierda contemporáneos con los conceptos y proyectos de la socialdemocracia, lo que es visto por el autor como un compromiso con el estatismo.

## Obras
- Pulling the strings: How Businesses and Institutions Attempt to Control the Small Press
- The Koran
- The Match! Historic Reprint Series: The Retort, 1942-51: Special Anthology Issue
- Anarchism: What is it? Is it Practical or Utopian? Is Government Necessary? (The Match Pamphlet Series)
- There Is No God
- The Atheist Cult